# Sarah Jones
Sarah Jones (Winter Springs (Florida), 17 juli 1983) is een Amerikaans actrice.
Jones is vooral bekend vanwege gastrollen in televisieseries. In 2012 speelde ze detective Rebecca Madsen in Alcatraz en in 2004 was ze in een aflevering van Medical Investigation te zien. Jones had ook gastrollen in onder andere Cold Case, Judging Amy, Ugly Betty en Sons of Anarchy.
In 2019 verscheen Jones in For All Mankind een van de eerste televisieseries van Apple voor haar online streamingdienst Apple TV+.

## Filmografie
- International Standard Name Identifier: 0000 0000 6059 0234
- Library of Congress Control Number: no2009069285
- Nederlandse Thesaurus van Auteursnamen: 357078640
- Système universitaire de documentation: 175065888
- Virtual International Authority File: 88475947
- WorldCat: E39PBJcr8gxv7hfDBvP634HjYP